# Antoine Bernède
Pour les articles homonymes, voir Bernède (homonymie).
Antoine Bernède, né le 26 mai 1999 dans le 12e arrondissement de Paris en France, est un footballeur franco-camerounais qui évolue au poste de milieu central à l'Hellas Verona.

## Biographie

### En club

#### Paris Saint-Germain (2012-2019)
Le 18 avril 2016  Bernède et ses coéquipiers des moins de l'équipe des 19 ans du PSG disputent la finale de l'UEFA Youth League, perdue 2-1 contre Chelsea. Le 27 juin 2016, Bernède signe son premier contrat professionnel d' une durée de trois ans avec le Paris Saint-Germain.
Le 4 août 2018, il joue son premier match professionnel en entrant en jeu contre Monaco lors d'une victoire 4-0 pour la finale du Trophée des champions pour pallier les retards tardifs de la Coupe du monde. Le 12 août 2018 il est titulaire pour affronter le Stade Malherbe de Caen (victoire 3-0). Le week-end suivant Bernède est titularisé lors d' une victoire 3-1 à Guingamp. Lors de la quatrième journée il est remplaçant face à Nîmes mais n'entre pas en jeu. Antoine Bernède est ensuite cantonné à l'équipe réserve en National 2 au cours des mois qui suivent car il arrive alors en fin de contrat et a refusé la proposition de prolongation de contrat de cinq ans des dirigeants parisiens. 

#### Red Bull Salzbourg (2019-2023)
Le 6 février 2019, il s' engage avec le Red Bull Salzbourg. L'indemnité de transfert est inexistante et le PSG se contente de toucher 20 % dans le cadre d'un futur transfert. 
Bernède joue son premier match avec son nouveau club le 17 mars 2019 face à Wacker (victoire 2 buts à 0). Il délivre sa première passe décisive le 25 août 2019 face à Admira. Il délivrera ensuite deux passes décisives lors des deux matchs suivants. Il joue son premier match de Ligue des champions face au Racing Genk lors de la première journée de phases de poule le 17 septembre 2019.

#### Prêt et transfert définitif au Lausanne-Sport (2023-2025)
En manque de temps en Autriche (seulement 2 matchs pour 41 minutes de jouées lors de la saison 2022-2023), Bernède est prêté le 9 janvier 2023 au FC Lausanne-Sport jusqu'à la fin de la saison. Ce prêt s'avère concluant : le 23 juin 2023, Bernède signe un contrat de trois ans en faveur du club suisse. Il s' y impose comme une pièce maîtresse de l'équipe.

#### Prêt et transfert définitif au Hellas Vérone (2025-)
Fort de ses bonnes performances sous le maillot lausannois, le 3 février 2025, il est prêté au club italien Hellas Vérone avec une option d'achat soumise à certaines conditions qui n'ont pas été dévoilées.
Le 1er juillet 2025, il est définitivement transféré au club italien pour un montant de 2 millions d'euros. 

### En sélection
Avec les moins de 17 ans, il participe au championnat d'Europe des moins de 17 ans en 2016. Lors de cette compétition, il joue trois matchs, avec pour résultats deux défaites et un nul.
Le 9 septembre 2019, il connaît sa première sélection avec les Espoirs face à la Tchéquie lors d'une victoire 3-1 à Troyes.

## Statistiques
| Saison                | Club                     | Championnat           | Championnat | Championnat | Coupe nationale | Coupe nationale | Coupe de la Ligue | Coupe de la Ligue | Supercoupe | Supercoupe | Compétition(s) continentale(s) | Compétition(s) continentale(s) | Compétition(s) continentale(s) | Total | Total |
| Saison                | Club                     | Division              | M.          | B.          | M.              | B.              | M.                | B.                | M.         | B.         | Comp.                          | M.                             | B.                             | M.    | B.    |
| 2018-2019             | Paris Saint-Germain      | Ligue 1               | 2           | 0           | -               | -               | -                 | -                 | 1          | 0          | -                              | -                              | -                              | 3     | 0     |
| Sous-total            | Sous-total               | Sous-total            | 2           | 0           | -               | -               | -                 | -                 | 1          | 0          | -                              | -                              | -                              | 3     | 0     |
| 2018-2019             | Red Bull Salzbourg       | Bundesliga            | 3           | 0           | -               | -               | -                 | -                 | -          | -          | -                              | -                              | -                              | 3     | 0     |
| 2019-2020             | Red Bull Salzbourg       | Bundesliga            | 10          | 0           | 3               | 0               | -                 | -                 | -          | -          | C1+C3                          | 1+1                            | 0                              | 15    | 0     |
| 2020-2021             | Red Bull Salzbourg       | Bundesliga            | 19          | 1           | 3               | 0               | -                 | -                 | -          | -          | C1+C3                          | 1+2                            | 0                              | 25    | 1     |
| 2021-2022             | Red Bull Salzbourg       | Bundesliga            | 17          | 0           | 4               | 0               | -                 | -                 | -          | -          | C1                             | 0                              | 0                              | 21    | 0     |
| 2022-2023             | Red Bull Salzbourg       | Bundesliga            | 2           | 0           | -               | -               | -                 | -                 | -          | -          | -                              | -                              | -                              | 2     | 0     |
| Sous-total            | Sous-total               | Sous-total            | 51          | 1           | 10              | 0               | -                 | -                 | -          | -          | -                              | 5                              | 0                              | 66    | 1     |
| 2022-2023             | FC Lausanne-Sport (prêt) | Challenge League      | 17          | 1           | -               | -               | -                 | -                 | -          | -          | -                              | -                              | -                              | 17    | 1     |
| 2023-2024             | FC Lausanne-Sport        | Super League          | 37          | 1           | 3               | 1               | -                 | -                 | -          | -          | -                              | -                              | -                              | 40    | 2     |
| 2024-2025             | FC Lausanne-Sport        | Super League          | 16          | 1           | 2               | 1               | -                 | -                 | -          | -          | -                              | -                              | -                              | 18    | 2     |
| Sous-total            | Sous-total               | Sous-total            | 53          | 3           | 5               | 2               | -                 | -                 | -          | -          | -                              | -                              | -                              | 58    | 5     |
| Total sur la carrière | Total sur la carrière    | Total sur la carrière | 106         | 4           | 15              | 2               | -                 | -                 | 1          | 0          | -                              | 5                              | 0                              | 127   | 6     |

## Palmarès

### En club
| Paris Saint-Germain                                                                                                 | Red Bull Salzbourg                                                            | FC Lausanne-Sport                           |
| --- | ----------------------------------------------------------------------------- | ------------------------------------------- |
| - Ligue 1 : - Champion : 2019 - Trophée des Champions : - Vainqueur : 2018 - UEFA Youth League : - Finaliste : 2016 | - Bundesliga : - Champion : 2019 et 2020 - Coupe : - Vainqueur : 2020 et 2021 | - Challenge League : - Vice-champion : 2023 |